# Mitre 10 Cup 2016
Mitre 10 Cup 2016 – jedenasta edycja zreformowanych rozgrywek National Provincial Championship, mistrzostw nowozelandzkich prowincji w rugby union, a czterdziesta pierwsza ogółem. Zawody odbyły się w dniach 18 sierpnia – 29 października 2016 roku.
W grudniu 2015 roku New Zealand Rugby Union w uzgodnieniu z World Rugby przekazał regionalnym związkom propozycje modyfikacji przepisów do zastosowania w rozgrywkach w kolejnym sezonie. Dotyczyć one miały wprowadzenia drugiego arbitra głównego, zmian punktacji poszczególnych zagrań oraz gry w przegrupowaniach, ostatecznie jednak wprowadzono część zaproponowanych zmian dotyczących przegrupowań oraz możliwość po przyznanym karnym wykopu na aut i jego przeprowadzenie, nawet gdy upłynął już regulaminowy czas gry.
Czternaście uczestniczących zespołów rywalizowało systemem kołowym w ramach dwóch hierarchicznie ułożonych siedmiozespołowych dywizji, dodatkowo każda drużyna rozgrywała cztery spotkania z zespołami z innej dywizji. Najlepsze cztery drużyny z każdej grupy rywalizowały następnie w fazie pucharowej – zwycięzca Premiership triumfował w całych zawodach, zaś zwycięstwo w Championship było premiowane awansem do najwyższej klasy rozgrywkowej kosztem jej najsłabszej drużyny. Zwycięzca meczu zyskiwał cztery punkty, za remis przysługiwały dwa punkty, porażka nie była punktowana, a zdobycie przynajmniej czterech przyłożeń lub przegrana nie więcej niż siedmioma punktami premiowana była natomiast punktem bonusowym. W przypadku tej samej liczby punktów przy ustalaniu pozycji w grupie brane były pod uwagę kolejno następujące kryteria: wynik bezpośredniego meczu między zainteresowanymi drużynami, lepsza różnica punktów zdobytych i straconych we wszystkich meczach grupowych, wyższa liczba zdobytych przyłożeń, wyższa liczba zdobytych punktów, ostatecznie zaś rzut monetą. Pary spotkań międzydywizyjnych ustalono pod koniec października 2015 roku, cały terminarz został zaś ogłoszony w marcu 2016 roku. Składy zespołów i sędziowie zawodów.
Do finału Premiership awansowały zespoły Canterbury i Tasman, a spośród nich lepsza okazała się drużyna Canterbury, dla której był to ósmy tytuł w ostatnich dziewięciu sezonach. Z kolei w finale Championship zmierzyły się Otago i North Harbour, a awans do elity uzyskał – dzięki dającemu zwycięstwo dropgolowi Bryna Gatlanda w ostatniej minucie spotkania – zespół North Harbour.
Najwięcej punktów (161) w sezonie zdobył Marty Banks, w klasyfikacji przyłożeń z dziesięcioma zwyciężył zaś Rieko Ioane. Najlepszym zawodnikiem tej edycji został uznany Jordie Barrett, wybrano także jej najlepszą piętnastkę.
Nowym sponsorem tytularnym z pięcioletnią umową została nowozelandzka sieć marketów budowlanych Mitre 10, a triumfatorzy otrzymali Rugby Cup po raz ostatni wręczony zwycięzcom edycji 2005.

## Faza grupowa

### Mecze
| 18 sierpnia 201619:35 | North Harbour | 20:17 | Counties Manukau | QBE Stadium, Auckland Sędzia: Shane McDermott |
| 18 sierpnia 201619:35 |               | 20:17 |                  | QBE Stadium, Auckland Sędzia: Shane McDermott |

| 19 sierpnia 201619:35 | Northland | 27:34 | Manawatu | Toll Stadium, Whangarei Sędzia: Angus Mabey |
| 19 sierpnia 201619:35 |           | 27:34 |          | Toll Stadium, Whangarei Sędzia: Angus Mabey |

| 20 sierpnia 201614:35 | Bay of Plenty | 22:30 | Taranaki | Tauranga Domain, Tauranga Sędzia: Michael Lash |
| 20 sierpnia 201614:35 |               | 22:30 |          | Tauranga Domain, Tauranga Sędzia: Michael Lash |

| 20 sierpnia 201617:35 | Hawke’s Bay | 26:36 | Wellington | McLean Park, Napier Sędzia: Brett Johnson |
| 20 sierpnia 201617:35 |             | 26:36 |            | McLean Park, Napier Sędzia: Brett Johnson |

| 20 sierpnia 201619:35 | Canterbury | 43:3 | Auckland | Rugby League Park, Christchurch Sędzia: Mike Fraser |
| 20 sierpnia 201619:35 |            | 43:3 |          | Rugby League Park, Christchurch Sędzia: Mike Fraser |

| 21 sierpnia 201614:35 | Southland | 17:40 | Otago | Rugby Park Stadium, Invercargill Sędzia: Jamie Nutbrown |
| 21 sierpnia 201614:35 |           | 17:40 |       | Rugby Park Stadium, Invercargill Sędzia: Jamie Nutbrown |

| 21 sierpnia 201616:35 | Tasman | 24:19 | Waikato | Lansdowne Park, Blenheim Sędzia: Kane McBride |
| 21 sierpnia 201616:35 |        | 24:19 |         | Lansdowne Park, Blenheim Sędzia: Kane McBride |

| 25 sierpnia 201619:35 | Otago | 44:21 | Wellington | Forsyth Barr Stadium, Dunedin Sędzia: Nick Briant |
| 25 sierpnia 201619:35 |       | 44:21 |            | Forsyth Barr Stadium, Dunedin Sędzia: Nick Briant |

| 26 sierpnia 201617:45 | Manawatu | 34:31 | Southland | Central Energy Trust Arena, Palmerston North Sędzia: Cam Stone |
| 26 sierpnia 201617:45 |          | 34:31 |           | Central Energy Trust Arena, Palmerston North Sędzia: Cam Stone |

| 26 sierpnia 201619:45 | Auckland | 37:15 | Northland | Eden Park, Auckland Sędzia: Jamie Nutbrown |
| 26 sierpnia 201619:45 |          | 37:15 |           | Eden Park, Auckland Sędzia: Jamie Nutbrown |

| 27 sierpnia 201614:35 | Waikato | 26:15 | North Harbour | FMG Stadium Waikato, Hamilton Sędzia: Mike Fraser |
| 27 sierpnia 201614:35 |         | 26:15 |               | FMG Stadium Waikato, Hamilton Sędzia: Mike Fraser |

| 27 sierpnia 201616:35 | Taranaki | 55:28 | Hawke’s Bay | Yarrow Stadium, New Plymouth Sędzia: Brendon Pickerill |
| 27 sierpnia 201616:35 |          | 55:28 |             | Yarrow Stadium, New Plymouth Sędzia: Brendon Pickerill |

| 28 sierpnia 201614:35 | Canterbury | 45:14 | Tasman | Rugby League Park, Christchurch Sędzia: Shane McDermott |
| 28 sierpnia 201614:35 |            | 45:14 |        | Rugby League Park, Christchurch Sędzia: Shane McDermott |

| 28 sierpnia 201616:35 | Counties Manukau | 39:34 | Bay of Plenty | ECOLight Stadium, Pukekohe Sędzia: Paul Williams |
| 28 sierpnia 201616:35 |                  | 39:34 |               | ECOLight Stadium, Pukekohe Sędzia: Paul Williams |

| 31 sierpnia 201619:35 | Otago | 33:28 | Northland | Forsyth Barr Stadium, Dunedin Sędzia: Richard Kelly |
| 31 sierpnia 201619:35 |       | 33:28 |           | Forsyth Barr Stadium, Dunedin Sędzia: Richard Kelly |

| 1 września 201619:35 | Hawke’s Bay | 20:48 | Counties Manukau | McLean Park, Napier Sędzia: Nick Briant |
| 1 września 201619:35 |             | 20:48 |                  | McLean Park, Napier Sędzia: Nick Briant |

| 2 września 201619:35 | Southland | 16:51 | Auckland | Rugby Park Stadium, Invercargill Sędzia: Kane McBride |
| 2 września 201619:35 |           | 16:51 |          | Rugby Park Stadium, Invercargill Sędzia: Kane McBride |

| 3 września 201614:35 | Tasman | 25:20 | Taranaki | Trafalgar Park, Nelson Sędzia: Brendon Pickerill |
| 3 września 201614:35 |        | 25:20 |          | Trafalgar Park, Nelson Sędzia: Brendon Pickerill |

| 3 września 201617:35 | Wellington | 21:17 | North Harbour | Westpac Stadium, Wellington Sędzia: Jamie Nutbrown |
| 3 września 201617:35 |            | 21:17 |               | Westpac Stadium, Wellington Sędzia: Jamie Nutbrown |

| 3 września 201619:35 | Northland | 34:52 | Canterbury | Toll Stadium, Whangarei Sędzia: Brett Johnson |
| 3 września 201619:35 |           | 34:52 |            | Toll Stadium, Whangarei Sędzia: Brett Johnson |

| 4 września 201614:35 | Bay of Plenty | 32:33 | Otago | Tauranga Domain, Tauranga Sędzia: Cam Stone |
| 4 września 201614:35 |               | 32:33 |       | Tauranga Domain, Tauranga Sędzia: Cam Stone |

| 4 września 201616:35 | Waikato | 19:10 | Manawatu | FMG Stadium Waikato, Hamilton Sędzia: Paul Williams |
| 4 września 201616:35 |         | 19:10 |          | FMG Stadium Waikato, Hamilton Sędzia: Paul Williams |

| 7 września 201619:35 | Hawke’s Bay | 24:25 | Auckland | McLean Park, Napier Sędzia: Paul Williams |
| 7 września 201619:35 |             | 24:25 |          | McLean Park, Napier Sędzia: Paul Williams |

| 8 września 201619:35 | Taranaki | 30:14 | Southland | Yarrow Stadium, New Plymouth Sędzia: Brett Johnson |
| 8 września 201619:35 |          | 30:14 |           | Yarrow Stadium, New Plymouth Sędzia: Brett Johnson |

| 9 września 201617:45 | Bay of Plenty | 50:25 | Northland | Rotorua International Stadium, Rotorua Sędzia: Angus Mabey |
| 9 września 201617:45 |               | 50:25 |           | Rotorua International Stadium, Rotorua Sędzia: Angus Mabey |

| 9 września 201619:45 | Counties Manukau | 27:28 | Wellington | ECOLight Stadium, Pukekohe Sędzia: Michael Lash |
| 9 września 201619:45 |                  | 27:28 |            | ECOLight Stadium, Pukekohe Sędzia: Michael Lash |

| 10 września 201614:35 | North Harbour | 29:25 | Manawatu | QBE Stadium, Auckland Sędzia: James Doleman |
| 10 września 201614:35 |               | 29:25 |          | QBE Stadium, Auckland Sędzia: James Doleman |

| 10 września 201616:35 | Otago | 30:27 | Tasman | Forsyth Barr Stadium, Dunedin Sędzia: Mike Fraser |
| 10 września 201616:35 |       | 30:27 |        | Forsyth Barr Stadium, Dunedin Sędzia: Mike Fraser |

| 11 września 201614:35 | Canterbury | 63:7 | Hawke’s Bay | Rugby League Park, Christchurch Sędzia: Richard Kelly |
| 11 września 201614:35 |            | 63:7 |             | Rugby League Park, Christchurch Sędzia: Richard Kelly |

| 11 września 201616:35 | Auckland | 32:35 | Waikato | Eden Park, Auckland Sędzia: Ben O’Keeffe |
| 11 września 201616:35 |          | 32:35 |         | Eden Park, Auckland Sędzia: Ben O’Keeffe |

| 14 września 201619:35 | Counties Manukau | 29:30 | Taranaki | ECOLight Stadium, Pukekohe Sędzia: Jamie Nutbrown |
| 14 września 201619:35 |                  | 29:30 |          | ECOLight Stadium, Pukekohe Sędzia: Jamie Nutbrown |

| 15 września 201619:35 | Southland | 29:43 | Hawke’s Bay | Rugby Park Stadium, Invercargill Sędzia: Glen Jackson |
| 15 września 201619:35 |           | 29:43 |             | Rugby Park Stadium, Invercargill Sędzia: Glen Jackson |

| 16 września 201617:45 | Tasman | 33:23 | Northland | Trafalgar Park, Nelson Sędzia: Brendon Pickerill |
| 16 września 201617:45 |        | 33:23 |           | Trafalgar Park, Nelson Sędzia: Brendon Pickerill |

| 16 września 201619:45 | Wellington | 24:10 | Bay of Plenty | Westpac Stadium, Wellington Sędzia: James Doleman |
| 16 września 201619:45 |            | 24:10 |               | Westpac Stadium, Wellington Sędzia: James Doleman |

| 17 września 201614:35 | Otago | 24:13 | North Harbour | Forsyth Barr Stadium, Dunedin Sędzia: Kane McBride |
| 17 września 201614:35 |       | 24:13 |               | Forsyth Barr Stadium, Dunedin Sędzia: Kane McBride |

| 17 września 201616:35 | Manawatu | 19:13 | Canterbury | Central Energy Trust Arena, Palmerston North Sędzia: Paul Williams |
| 17 września 201616:35 |          | 19:13 |            | Central Energy Trust Arena, Palmerston North Sędzia: Paul Williams |

| 18 września 201614:35 | Auckland | 26:30 | Counties Manukau | Eden Park, Auckland Sędzia: Shane McDermott |
| 18 września 201614:35 |          | 26:30 |                  | Eden Park, Auckland Sędzia: Shane McDermott |

| 18 września 201616:35 | Waikato | 20:20 | Taranaki | FMG Stadium Waikato, Hamilton Sędzia: Ben O’Keeffe |
| 18 września 201616:35 |         | 20:20 |          | FMG Stadium Waikato, Hamilton Sędzia: Ben O’Keeffe |

| 21 września 201619:35 | Southland | 20:16 | Bay of Plenty | Rugby Park Stadium, Invercargill Sędzia: Ben O’Keeffe |
| 21 września 201619:35 |           | 20:16 |               | Rugby Park Stadium, Invercargill Sędzia: Ben O’Keeffe |

| 22 września 201619:35 | Northland | 21:29 | Wellington | Toll Stadium, Whangarei Sędzia: Mike Fraser |
| 22 września 201619:35 |           | 21:29 |            | Toll Stadium, Whangarei Sędzia: Mike Fraser |

| 23 września 201619:35 | Counties Manukau | 35:26 | Waikato | ECOLight Stadium, Pukekohe Sędzia: Cam Stone |
| 23 września 201619:35 |                  | 35:26 |         | ECOLight Stadium, Pukekohe Sędzia: Cam Stone |

| 24 września 201614:35 | Canterbury | 45:34 | Otago | Rugby League Park, Christchurch Sędzia: Brendon Pickerill |
| 24 września 201614:35 |            | 45:34 |       | Rugby League Park, Christchurch Sędzia: Brendon Pickerill |

| 24 września 201617:35 | Taranaki | 30:19 | Manawatu | Yarrow Stadium, New Plymouth Sędzia: Brett Johnson |
| 24 września 201617:35 |          | 30:19 |          | Yarrow Stadium, New Plymouth Sędzia: Brett Johnson |

| 24 września 201619:35 | Hawke’s Bay | 29:36 | Tasman | McLean Park, Napier Sędzia: Angus Mabey |
| 24 września 201619:35 |             | 29:36 |        | McLean Park, Napier Sędzia: Angus Mabey |

| 25 września 201614:35 | North Harbour | 35:14 | Southland | QBE Stadium, Auckland Sędzia: Richard Kelly |
| 25 września 201614:35 |               | 35:14 |           | QBE Stadium, Auckland Sędzia: Richard Kelly |

| 25 września 201616:35 | Bay of Plenty | 38:44 | Auckland | Rotorua International Stadium, Rotorua Sędzia: Kane McBride |
| 25 września 201616:35 |               | 38:44 |          | Rotorua International Stadium, Rotorua Sędzia: Kane McBride |

| 28 września 201619:35 | Waikato | 23:29 | Canterbury | FMG Stadium Waikato, Hamilton Sędzia: Nick Briant |
| 28 września 201619:35 |         | 23:29 |            | FMG Stadium Waikato, Hamilton Sędzia: Nick Briant |

| 29 września 201619:35 | Tasman | 15:10 | Counties Manukau | Lansdowne Park, Blenheim Sędzia: Jamie Nutbrown |
| 29 września 201619:35 |        | 15:10 |                  | Lansdowne Park, Blenheim Sędzia: Jamie Nutbrown |

| 30 września 201619:35 | Wellington | 60:21 | Southland | Westpac Stadium, Wellington Sędzia: Kane McBride |
| 30 września 201619:35 |            | 60:21 |           | Westpac Stadium, Wellington Sędzia: Kane McBride |

| 1 października 201614:35 | North Harbour | 44:34 | Bay of Plenty | QBE Stadium, Auckland Sędzia: Ben O’Keeffe |
| 1 października 201614:35 |               | 44:34 |               | QBE Stadium, Auckland Sędzia: Ben O’Keeffe |

| 1 października 201617:35 | Manawatu | 21:30 | Hawke’s Bay | Central Energy Trust Arena, Palmerston North Sędzia: Michael Lash |
| 1 października 201617:35 |          | 21:30 |             | Central Energy Trust Arena, Palmerston North Sędzia: Michael Lash |

| 1 października 201619:35 | Auckland | 54:17 | Otago | Eden Park, Auckland Sędzia: Brendon Pickerill |
| 1 października 201619:35 |          | 54:17 |       | Eden Park, Auckland Sędzia: Brendon Pickerill |

| 2 października 201614:35 | Taranaki | 34:39 | Canterbury | Yarrow Stadium, New Plymouth Sędzia: Glen Jackson |
| 2 października 201614:35 |          | 34:39 |            | Yarrow Stadium, New Plymouth Sędzia: Glen Jackson |

| 2 października 201616:35 | Northland | 48:27 | Waikato | Toll Stadium, Whangarei Sędzia: Shane McDermott |
| 2 października 201616:35 |           | 48:27 |         | Toll Stadium, Whangarei Sędzia: Shane McDermott |

| 5 października 201619:35 | Manawatu | 50:28 | Wellington | Central Energy Trust Arena, Palmerston North Sędzia: Richard Kelly |
| 5 października 201619:35 |          | 50:28 |            | Central Energy Trust Arena, Palmerston North Sędzia: Richard Kelly |

| 6 października 201619:35 | Auckland | 31:49 | Tasman | Eden Park, Auckland Sędzia: Glen Jackson |
| 6 października 201619:35 |          | 31:49 |        | Eden Park, Auckland Sędzia: Glen Jackson |

| 7 października 201619:35 | Canterbury | 47:18 | North Harbour | Rugby League Park, Christchurch Sędzia: Ben O’Keeffe |
| 7 października 201619:35 |            | 47:18 |               | Rugby League Park, Christchurch Sędzia: Ben O’Keeffe |

| 8 października 201614:35 | Southland | 39:31 | Northland | Rugby Park Stadium, Invercargill Sędzia: James Doleman |
| 8 października 201614:35 |           | 39:31 |           | Rugby Park Stadium, Invercargill Sędzia: James Doleman |

| 8 października 201617:35 | Otago | 14:16 | Counties Manukau | Forsyth Barr Stadium, Dunedin Sędzia: Nick Briant |
| 8 października 201617:35 |       | 14:16 |                  | Forsyth Barr Stadium, Dunedin Sędzia: Nick Briant |

| 8 października 201619:35 | Waikato | 46:22 | Hawke’s Bay | FMG Stadium Waikato, Hamilton Sędzia: Brendon Pickerill |
| 8 października 201619:35 |         | 46:22 |             | FMG Stadium Waikato, Hamilton Sędzia: Brendon Pickerill |

| 9 października 201614:35 | Wellington | 31:54 | Taranaki | Westpac Stadium, Wellington Sędzia: Angus Mabey |
| 9 października 201614:35 |            | 31:54 |          | Westpac Stadium, Wellington Sędzia: Angus Mabey |

| 9 października 201616:35 | Bay of Plenty | 38:33 | Manawatu | Rotorua International Stadium, Rotorua Sędzia: Cam Stone |
| 9 października 201616:35 |               | 38:33 |          | Rotorua International Stadium, Rotorua Sędzia: Cam Stone |

| 12 października 201619:35 | North Harbour | 27:27 | Tasman | QBE Stadium, Auckland Sędzia: Kane McBride |
| 12 października 201619:35 |               | 27:27 |        | QBE Stadium, Auckland Sędzia: Kane McBride |

| 13 października 201619:35 | Taranaki | 35:32 | Auckland | Yarrow Stadium, New Plymouth Sędzia: Shane McDermott |
| 13 października 201619:35 |          | 35:32 |          | Yarrow Stadium, New Plymouth Sędzia: Shane McDermott |

| 14 października 201619:35 | Manawatu | 14:21 | Otago | Central Energy Trust Arena, Palmerston North Sędzia: Glen Jackson |
| 14 października 201619:35 |          | 14:21 |       | Central Energy Trust Arena, Palmerston North Sędzia: Glen Jackson |

| 15 października 201614:35 | Counties Manukau | 33:21 | Canterbury | ECOLight Stadium, Pukekohe Sędzia: Mike Fraser |
| 15 października 201614:35 |                  | 33:21 |            | ECOLight Stadium, Pukekohe Sędzia: Mike Fraser |

| 15 października 201617:35 | Hawke’s Bay | 24:26 | Bay of Plenty | McLean Park, Napier Sędzia: Paul Williams |
| 15 października 201617:35 |             | 24:26 |               | McLean Park, Napier Sędzia: Paul Williams |

| 15 października 201619:35 | Wellington | 24:28 | Waikato | Westpac Stadium, Wellington Sędzia: Brendon Pickerill |
| 15 października 201619:35 |            | 24:28 |         | Westpac Stadium, Wellington Sędzia: Brendon Pickerill |

| 16 października 201614:35 | Tasman | 56:0 | Southland | Trafalgar Park, Nelson Sędzia: Angus Mabey |
| 16 października 201614:35 |        | 56:0 |           | Trafalgar Park, Nelson Sędzia: Angus Mabey |

| 16 października 201616:35 | Northland | 28:44 | North Harbour | Toll Stadium, Whangarei Sędzia: Nick Briant |
| 16 października 201616:35 |           | 28:44 |               | Toll Stadium, Whangarei Sędzia: Nick Briant |

## Faza pucharowa

### Premiership
|  |                      |                  |          |                      |    |            |            |       |
|  | Półfinał             | Półfinał         | Półfinał |                      |    | Finał      | Finał      | Finał |
|  | Półfinał             | Półfinał         | Półfinał |                      |    | Finał      | Finał      | Finał |
|  | 23 października 2016 |                  |          |                      |    |            |            |       |
|  |                      |                  |          |                      |    |            |            |       |
|  | Canterbury           | Canterbury       | 22       |                      |    |            |            |       |
|  | Canterbury           | Canterbury       | 22       | 29 października 2016 |    |            |            |       |
|  | Counties Manukau     | Counties Manukau | 7        |                      |    |            |            |       |
|  | Counties Manukau     | Counties Manukau | 7        |                      |    | Canterbury | Canterbury | 43    |
|  | 23 października 2016 |                  |          |                      |    | Canterbury | Canterbury | 43    |
|  |                      |                  | Tasman   | Tasman               | 27 |            |            |       |
|  | Taranaki             | Taranaki         | Tasman   | Tasman               | 27 | 29         |            |       |
|  | Taranaki             | Taranaki         |          |                      |    |            |            |       |
|  | Tasman               | Tasman           | 41       |                      |    |            |            |       |
|  | Tasman               | Tasman           | 41       |                      |    |            |            |       |

| 23 października 201614:05 | Canterbury | 22:7(17:0) | Counties Manukau | Rugby League Park, Christchurch Sędzia: Ben O’Keeffe |
| 23 października 201614:05 |            | 22:7(17:0) |                  | Rugby League Park, Christchurch Sędzia: Ben O’Keeffe |

| 23 października 201616:35 | Taranaki | 29:41(12:24) | Tasman | Yarrow Stadium, New Plymouth Sędzia: Mike Fraser |
| 23 października 201616:35 |          | 29:41(12:24) |        | Yarrow Stadium, New Plymouth Sędzia: Mike Fraser |

| 29 października 201619:35 | Canterbury | 43:27(22:13) | Tasman | Rugby League Park, Christchurch Sędzia: Glen Jackson |
| 29 października 201619:35 |            | 43:27(22:13) |        | Rugby League Park, Christchurch Sędzia: Glen Jackson |

### Championship
|  |                      |               |               |                      |    |       |       |       |
|  | Półfinał             | Półfinał      | Półfinał      |                      |    | Finał | Finał | Finał |
|  | Półfinał             | Półfinał      | Półfinał      |                      |    | Finał | Finał | Finał |
|  | 21 października 2016 |               |               |                      |    |       |       |       |
|  |                      |               |               |                      |    |       |       |       |
|  | Otago                | Otago         | 27            |                      |    |       |       |       |
|  | Otago                | Otago         | 27            | 28 października 2016 |    |       |       |       |
|  | Bay of Plenty        | Bay of Plenty | 20            |                      |    |       |       |       |
|  | Bay of Plenty        | Bay of Plenty | 20            |                      |    | Otago | Otago | 14    |
|  | 22 października 2016 |               |               |                      |    | Otago | Otago | 14    |
|  |                      |               | North Harbour | North Harbour        | 17 |       |       |       |
|  | Wellington           | Wellington    | North Harbour | North Harbour        | 17 | 37    |       |       |
|  | Wellington           | Wellington    |               |                      |    |       |       |       |
|  | North Harbour        | North Harbour | 40            |                      |    |       |       |       |
|  | North Harbour        | North Harbour | 40            |                      |    |       |       |       |

| 21 października 201619:35 | Otago | 27:20(14:6) | Bay of Plenty | Forsyth Barr Stadium, Dunedin Sędzia: Brendon Pickerill |
| 21 października 201619:35 |       | 27:20(14:6) |               | Forsyth Barr Stadium, Dunedin Sędzia: Brendon Pickerill |

| 22 października 201614:35 | Wellington | 37:40(18:20) | North Harbour | Westpac Stadium, Wellington Sędzia: Paul Williams |
| 22 października 201614:35 |            | 37:40(18:20) |               | Westpac Stadium, Wellington Sędzia: Paul Williams |

| 28 października 201619:35 | Otago | 14:17(11:7) | North Harbour | Forsyth Barr Stadium, Dunedin Sędzia: Nick Briant |
| 28 października 201619:35 |       | 14:17(11:7) |               | Forsyth Barr Stadium, Dunedin Sędzia: Nick Briant |